# Bieber Károly
Bieber Károly (Budapest, 1893. május 25. – Budapest, 1992. április 29.) Munkácsy Mihály-díjas iparművész, műkovács, a magyar vasművesség jeles mestere. Ő készítette például a gyöngyösi Mátra Múzeum kapuját.

## Életpályája
Az Iparrajziskolában tanult 1908-1911 között. 1910-ben az utolsó évesek kiállításán bemutatott munkájára aranyérmet kapott; 1911-től Bécsben, majd 1914-től Berlinben dolgozott, ahol egyidejűleg a Kunstgewerbeschulén tanult tovább. Kiállításokon 1911-től rendszeresen részt vett. Hazatérése után nagybátyja, Szulzberger József volt a mestere, akinek halála után 1918-ban Bieber átvette a Pálya utcai műhelyét. 
Számos évtizedet átölelő pályája első felében a klasszikus formákhoz nyúlt vissza, alkotásai remekül illeszkednek bármilyen műemléki környezetbe. Munkássága második felében a forma helyett inkább a funkció kiszolgálása dominált.

## Díjai, elismerései
- Munkácsy Mihály-díj III. fokozat (1960)

## Egyéni kiállításai
- 1959 • Ötvenéves jubiláris kiállítás, Műcsarnok, Budapest
- 1965 • Internationales Austellungszentrum, Berlin.

## Válogatott csoportos kiállítások
- 1953 • 1. Országos Iparművészeti kiállítás, Műcsarnok, Budapest
- 1961 • Nemzetközi kiállítás, Torino.

## Köztéri művei
- kapu (Budapest, Puskin u., 1945)
- Szent István körúti Népművészeti bolt (1953)
- a „Három szerecsen”  ház kapuja (Esztergom, 1956)
- falikép (Monor, József Attila Gimnázium, 1960)
- vaskapu (Tihany, Béke cukrászda, 1962)
- ablakrács (Barcsay u.,1969,)
- embléma (Duna InterContinental, Belvárosi Plébániatemplom, 1973,).

## Könyvei
- A díszműkovács. (Ipari Szakkönyvtár, 1944)
- Kovácsművészet. (Budapest, 1963).